# 米西瓦加南山 (帕斯科大區)
10°33′41″S 75°59′36″W / 10.56139°S 75.99333°W
米西瓦加南山（Mishiguaganan），是秘魯的山峰，位於該國中部帕斯科大區，由帕斯科省的蒂克拉卡揚區負責管轄，屬於瓦古倫喬山脈的一部分，海拔高度4,600米。